# Sumiyoshi Monogatari

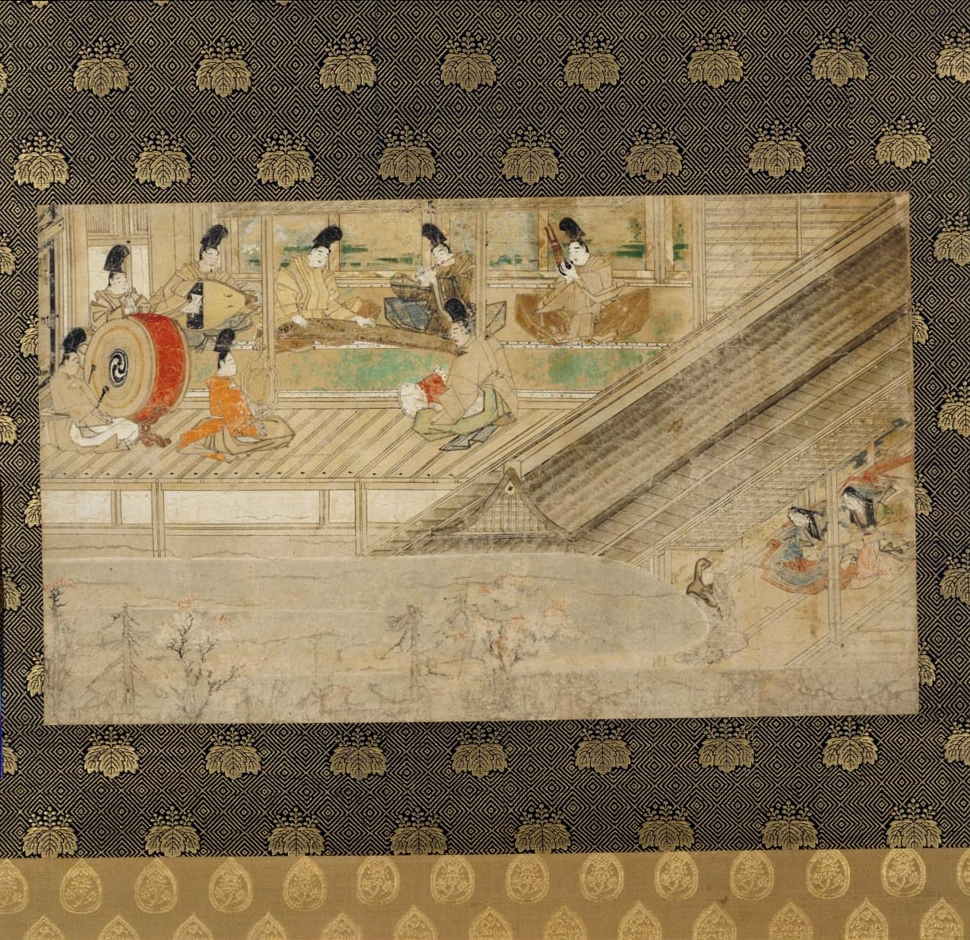
Sumiyoshi Monogatari, kakemono

Das Sumiyoshi Monogatari (jap. 住吉物語, dt. „Erzählung aus Sumiyoshi“) ist eine „klassizistische Erzählung“ (擬古物語, giko monogatari) aus dem 10. Jahrhundert (Kamakura-Zeit). Typologisch gehört sie zu den Tsukuri Monogatari, thematisch zusammen mit dem Ochikubo Monogatari und dem Hachikazuki zu den typisierten „Stiefkind-Erzählungen“ (継子話, mamako-banashi). Der Autor und die genaue Entstehungszeit sind unbekannt. Die Erzählung umfasst zwei Maki (Rollen). Das Originalmanuskript ist verloren gegangen.

## Überblick
Das Sumiyoshi Monogatari erzählt die Liebesgeschichte eines drittklassigen Beamten und einer Prinzessin. Die Erzählung beginnt damit, dass die Prinzessin eines Tages vor ihrer Stiefmutter davonläuft und in Sumiyoshi Zuflucht sucht. Der Beamte erfährt in einem Traum von der Kannon-Gottheit des Tempels Hase-dera ihren Aufenthaltsort. Er macht sich auf, die Prinzessin zu suchen, findet sie und nachdem sie ihren leiblichen Vater getroffen hat, heiratet sie den Beamten und beide leben glücklich bis an ihr Lebensende.